# Povilas Plechavičius
Povilas Plechavičius, litovski general, * 1890, † 1973.